# David Frey
David Frey (* 8. Februar 1991) ist ein Schweizer ehemaliger Fussballspieler.

## Spielerkarriere
David Frey begann seine Karriere in der Saison 2008/09 beim FC Thun in der Challenge League, für dessen Profimannschaft er am 6. Oktober 2008 in der Partie gegen den FC Gossau in der zweithöchsten Schweizer Spielklasse debütierte. Er wurde in der 72. Minute für den Mittelfeldakteur Stefan Glarner eingewechselt. Insgesamt erhielt er neun Einsätze bei den Thunern, konnte dabei jedoch keinen Treffer verbuchen. Im Juli 2009 wurde sein Transfer zu den BSC Young Boys bekanntgegeben. Der Mittelfeldspieler erhielt angeblich einen Einjahresvertrag bei den Bernern. In der Saison 2009/10 stand er zeitweise im Profikader der Young Boys, wurde jedoch bis zum Saisonende nur in deren U-21-Team in der dritthöchsten Spielklasse, der 1. Liga, eingesetzt.
Sein jüngerer Bruder Michael Frey spielte 2012–2014 in der ersten Mannschaft des BSC Young Boys und ist seit Juli 2017 beim FC Zürich unter Vertrag.